# Гиббонс, Орландо
Орландо Гиббонс (англ. Orlando Gibbons; 1583—1625) — английский композитор, органист и клавесинист.

## Биография
Родился 25 декабря 1583 года в семье музыкантов в Оксфорде. Его семья на протяжении XVI—XVII веков дала несколько поколений музыкантов. Учился у брата (Эдуарда Гиббонса) в Королевском колледже Кембриджа, в хоре которого пел в 1596—1598 гг. В 1605—1625 гг. был органистом лондонской Королевской капеллы.
В 1606 году первым из английских музыкантов получил учёную степень в Кембриджском университете. Получил степень доктора музыки в Оксфордском университете в 1622 году.
С 1619 года был королевским камерным музыкантом-вёрджинелистом. С 1623 года стал органистом Вестминстерского аббатства. Скончался 5 октября 1625 года в Кентербери.

## Творчество
Гиббонс сочинял главным образом церковную музыку — около 40 антемов (некоторые сохранились только фрагментарно), псалмы, гимны (в том числе Te Deum) и другие пьесы для англиканских служб оффиция (особенно для так называемой «сокращённой» англ. Short Service), как без сопровождения (a cappella), так и в сопровождении инструментов (консорта или органа). В ней Гиббонс развил полифонический стиль Дж. Тавернера, Т. Таллиса и У. Бёрда. Музыке Гиббонса присущи демократичность и пластичное воплощение образов. Гиббонс был одним из наиболее значительных предшественников Г. Пёрселла. Ряд сочинений Гиббонса не опубликован (хранится в рукописи).
Хотя при жизни Гиббонс считался церковным композитором, ныне чаще исполняется его светская музыка. В области инструментальной музыки оставил сочинения для английской разновидности спинета (так называемого вирджинала) — фантазии, танцевальные пьесы, вариации) и для виольного консорта. В вокальной музыке работал в жанрах мотета и мадригала. В стилистике гиббонсовского мадригала отмечают черты английской, шотландской и ирландской народной музыки, а также влияние (оригинального) итальянского мадригала.
Среди изданных произведений Гиббонса — шесть пьес для вирджинала, которые были включены в сборники «Парфания» (англ. Parthenia, 1611, переиздан в 1843—1844), сборник пятиголосных мадригалов и мотетов для голоса и виолы (1612), два антема, которые были включены в сборник Лейтона «Слёзы, или Ламентации», 1614), девять трёхголосных фантазий (были изданы в 1610 и 1625 гг.), пять антемов, две службы и молитва на Троицын день. Молитва на Троицын день вошла в сборник Бернарда «Избранная церковная музыка» (англ. Selected church music, 1641) и т. д.